# Ерс Виф
Ерс Виф (фр. Hers-Vif) је река у Француској. Дуга је 135 km. Улива се у Арјеж. 